# داماد خليل رفعت باشا الكرجي
داماد خليل رفعت باشا الكرجي (بالتركية: Damat Gürcü Halil Rifat Paşa)‏‏ (ولدَ في 1795، الكرج - توفي في 4 مارس 1856، إسطنبول) هو سياسي عثماني، تولى منصب قبطان باشا البحرية العثمانية.

## مناصبه
تولى المناصب التالية:
- قبطان باشا (1830–1832)
- قبطان باشا (1843–1845)
- قبطان باشا (1847–1848)
- قبطان باشا (1854–1855)
- مشير المدفعية  [لغات أخرى]‏ (1832–1836)
- سرعسكر (1836–1838)
- سرعسكر (1839–1840)

## أنظر أيضا
- قائمة قباطين البحر العثمانيين.